# Hahns Mühle
Das Bootshaus Hahns Mühle im Ortsteil Friedrichshagen des Berliner Bezirks Treptow-Köpenick ist ein im Jahr 1914 eröffnetes Nutzgebäude. Es liegt in der Straße Hahns Mühle 12 und trägt seinen Namen nach der Schneidemühle des Köpenicker Ratszimmermeisters und Stadtverordnetenvorstehers Wilhelm Hahn. Es diente über Jahrzehnte hauptsächlich als Bootshaus eines Ruderklubs, der seinen Namen mehrfach wechselte bzw. anpasste. Das Bootshaus steht seit den 1980er Jahren unter Denkmalschutz.

## Lage
Das Gebäude befindet sich auf einem Wassergrundstück, das sowohl von der Straße als auch vom Wasser (Müggelspree) aus erreichbar ist. Sein Schaugiebel zeigt zur Spree, auf der Straßenseite gibt es das Restaurant Hahns Mühle.

## Geschichte und Beschreibung
Der Architekt Franz Abbé hatte ab 1910 den Neubau eines Bootshauses für den im Jahr 1892 gegründeten Friedrichshagener Ruder-Verein geplant. Die Arbeiten selbst erfolgten durch die Firma Robert Buntzel Nachf. H. O. Obrikat. Spätere bauliche Änderungen führte der Architekt Bruno Buch aus.
In der Zeit von 1910 bis nach dem Zweiten Weltkrieg ist zum Bootshaus nichts Konkretes bekannt; am Eigentum änderte sich nichts, als Verwalter war ein Bootsmeister eingesetzt (1940).

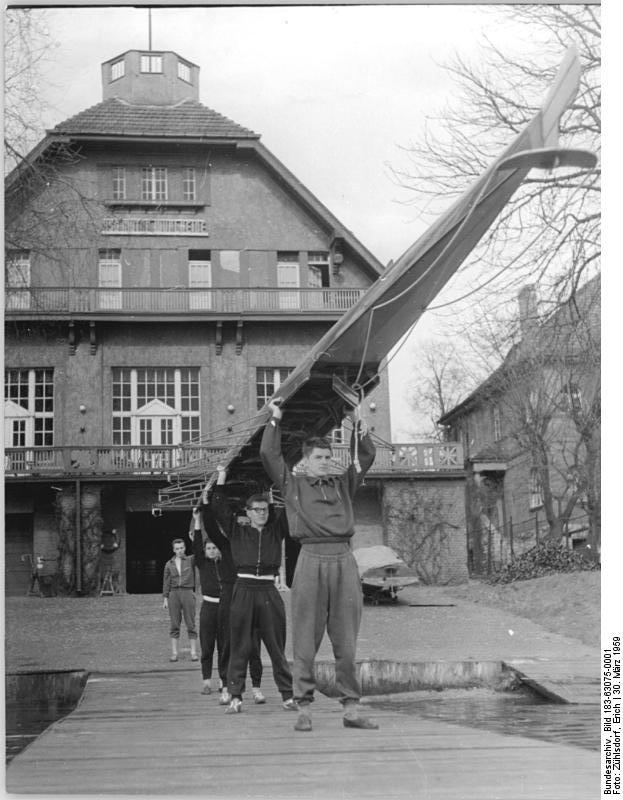
Vorbereitung für eine Ruderregatta vor dem Bootshaus

Während der DDR-Zeit nutzte der TSC Oberschöneweide mit seiner Sektion Rudern das Bootshaus. Seit der deutschen Wiedervereinigung ist der wieder gegründete Friedrichshagener Ruderverein e. V. Eigentümer und Nutzer des Bootshauses.
Die dem Wasser abgewandten Räume des Hauses wurden und werden als Gaststätte genutzt, die ebenfalls den Namen Hahns Mühle trägt.

## Baubeschreibung
Das zweigeschossige dreiachsige Bauwerk ist ein Putzbau im Landhausstil. Abbé hatte sich nach eigenen Aussagen mit seinem Entwurf an einem benachbarten Bootshaus, das Emil Frey für die Berliner Rudergesellschaft von 1884 geplant und ausgeführt hatte, orientiert.

Das Erdgeschoss wurde mit gelben Klinkern teilverkleidet. Die Giebelseite zur Spree enthält im Erdgeschoss die Bootshallen, die von Terrassen überdacht sind. In Höhe des Dachansatzes verläuft eine offene Galerie über die gesamte Giebelbreite. Ein Krüppelwalmdach schließt das Haus ab, darüber erhebt sich ein offenes Belvedere.